# Buļļupe
La Buļļupe est un affluent gauche du Daugava dans la partie nord-ouest de la ville de Riga en Lettonie.

## Géographie
La Buļļupe s'écoule dans le territoire des villes de Riga et Jūrmala.
La rivière est la branche droite du cours inférieur de la rivière Lielupe et elle relie la Lielupe au  Daugava, séparant l'ile de Buļļi de Riga.
La Bulļupe est longue de 9,5 kilomètres, sa largeur est d'environ 200 mètres et sa profondeur moyenne 3 à 5 mètres.
Jusqu'en 1755, la Lielupe n'avait pas accès au golfe de Riga, mais se jetait dans le Daugava.
Ainsi la Bullupe est l'ancien lit de la rivière Lielupe.
La Bulļupe se jette dans le Daugava en deux branches à 2,2 et 4,5 kilomètres de son embouchure.
Entre ces branches se trouve l'île Milestības saliņa et l'une des branches, voisine de Bolderāja, s'appelle le canal Loču.
Le niveau d'eau de la Buļļupe fluctue de 1,3 à 2,2 mètres d'altitude.
Ces fluctuations sont principalement liées aux ondes de vent du golfe de Riga. La vitesse du courant dans la rivière est faible. Le long de la rive droite de Bullūpe s'étend la crête des dunes Bolderājas - Priedaine. Sur les rives de Buļļupe se trouvent les quartiers Bolderāja, Daugavgrīva, Rītabuļļi et Kleisti de Riga et le quartier Vārnukrogs (lv) de Jūrmala.

## Transports
Bolderāja et Daugavgrīva sont reliés par 2 ponts sur la Bullupe.
Le pont ferroviaire, qui jusqu'en 2002 était le seul pont combiné rail-route en Europe, et le nouveau pont de Bolderaja, ont été inaugurés le 18 novembre 2002.
Bullupe est utilisé pour la navigation des bateaux fluviaux qui naviguent entre Riga et Jurmala, sans entrer dans le golfe de Riga, le long des rivières : Daugava - Bullupe - Lielupe.

## Galerie

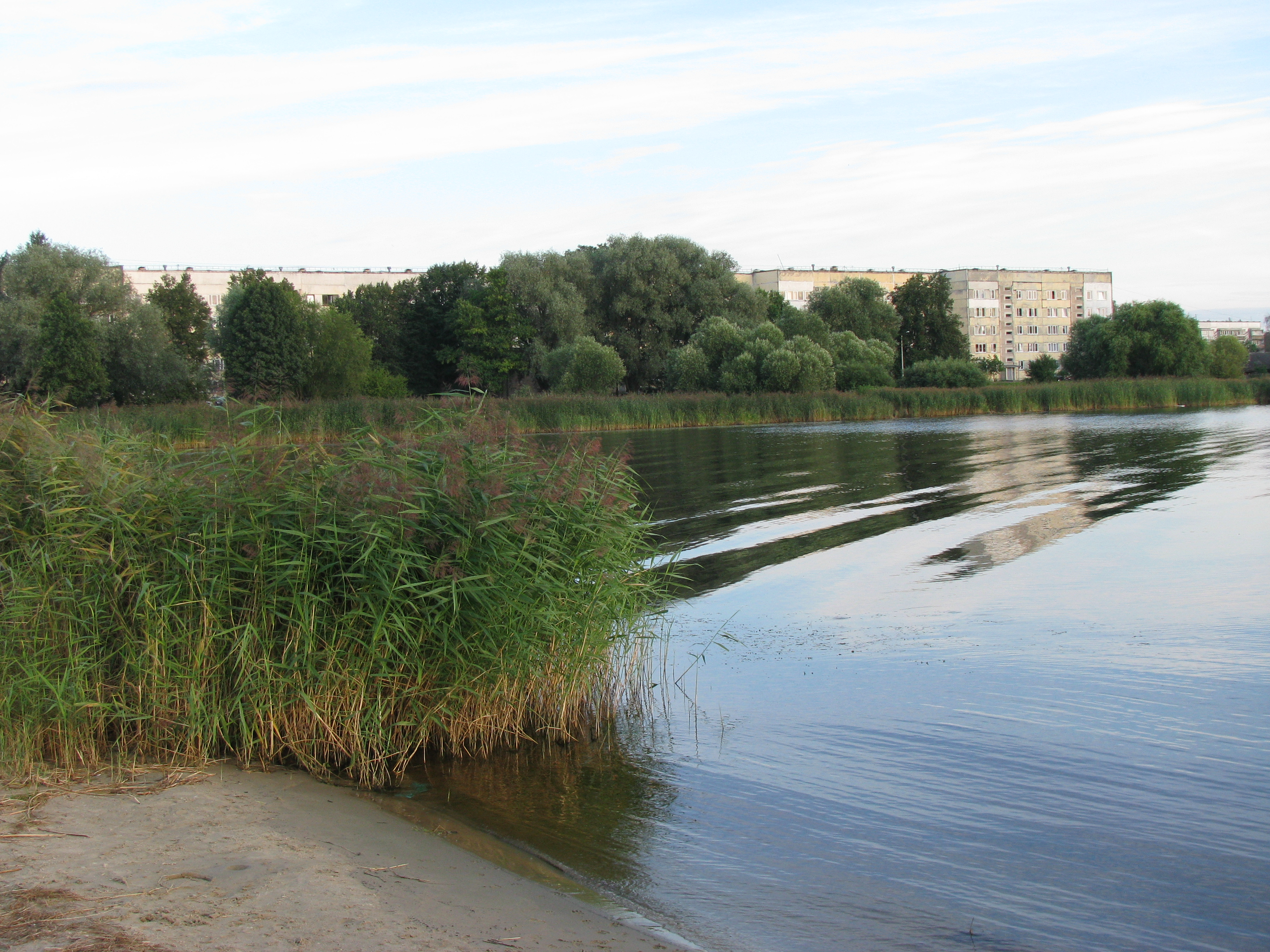
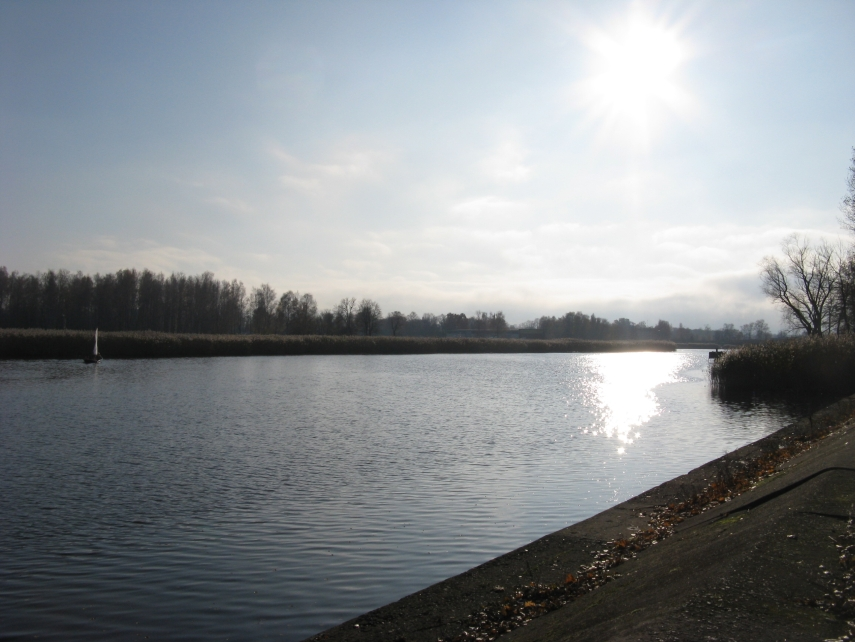
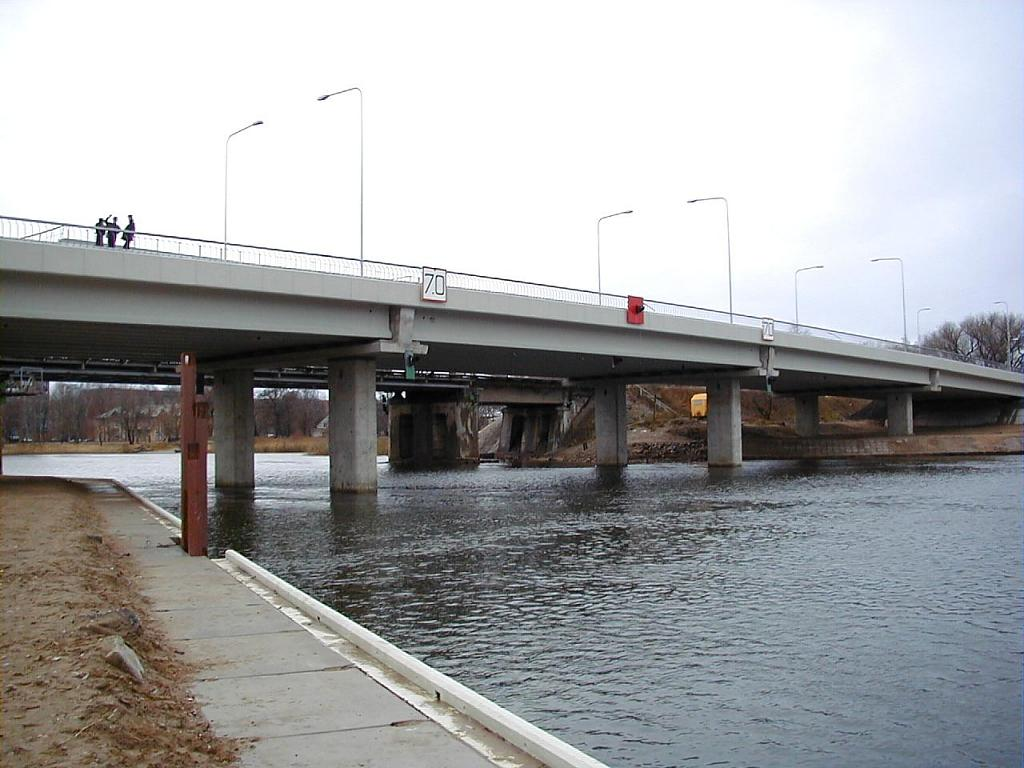